# Lista de bairros de Madrid
A cidade espanhola de Madrid está dividida em distritos que por sua vez se dividem em bairros. Esta é a lista dos bairros de Madrid por distrito:

## Centro
- Cortes
- Embajadores
- Justicia
- Palacio
- Sol
- Universidad

## Arganzuela
- Acacias
- Atocha
- Chopera
- Delicias
- Imperial
- Legazpi
- Palos de la Frontera

## Retiro
- Adelfas
- Estrella
- Ibiza
- Jerónimos
- Niño Jesús
- Pacífico

## Salamanca
- Castellana
- Fuente del Berro
- Goya
- Guindalera
- Lista
- Recoletos

## Chamartín
- Ciudad Jardín
- El Viso
- Hispanoamérica
- Nueva España
- Plaza Castilla
- Prosperidad

## Tetuán
- Almenara
- Bellas Vistas
- Berruguete
- Castillejos
- Cuatro Caminos
- Valdeacederas

## Chamberí
- Almagro
- Arapiles
- Gaztambide
- Ríos Rosas
- Trafalgar
- Vallehermoso

## Fuencarral
- El Goloso
- El Pardo
- Fuentelarreina
- La Paz
- Mirasierra
- Peñagrande
- El Pilar
- Valverde

## Moncloa-Aravaca
- Aravaca
- Argüelles
- Casa de Campo
- Ciudad Universitaria
- El Plantío
- Valdemarín
- Valdezarza

## Latina
- Aluche
- Campamento
- Cuatro Vientos
- Las Águilas
- Los Cármenes
- Lucero
- Puerta del Ángel

## Carabanchel
- Abrantes
- Buenavista
- Comillas
- Opañel
- Puerta Bonita
- San Isidro
- Vista Alegre

## Usera
- Almendrales
- Moscardó
- Orcasitas
- Orcasur
- Pradolongo
- San Fermín
- Zofío

## Puente de Vallecas
- Entrevías
- Numancia
- Palomeras Bajas
- Palomeras Sureste
- Portazgo
- San Diego

## Moratalaz
- Fontarrón
- Horcajo
- Marroquina
- Media Legua
- Pavones
- Vinateros

## Ciudad Lineal
- Atalaya
- Colina
- Costillares
- La Concepción
- Pueblo Nuevo
- Quintana
- San Juan Bautista
- San Pascual
- Ventas

## Hortaleza
- Apóstol Santiago
- Canillas
- Palomas
- Pinar del Rey
- Piovera
- Valdefuentes

## Villaverde
- Butarque
- Los Ángeles
- Los Rosales
- San Andrés
- San Cristóbal

## Villa de Vallecas
- Casco Histórico de Vallecas
- Santa Eugenia

## Vicálvaro
- Ambroz
- Casco Histórico de Vicálvaro

## San Blas-Canillejas
- Amposta
- Arcos
- Canillejas
- Hellín
- Rejas
- Rosas
- Salvador
- Simancas